# José Avelino Díaz Fernández-Omaña
José Avelino Díaz Fernández-Omaña (Oviedo, 15 de septiembre de 1889-Gijón, 19 de marzo de 1960) fue un arquitecto y urbanista español.

## Biografía

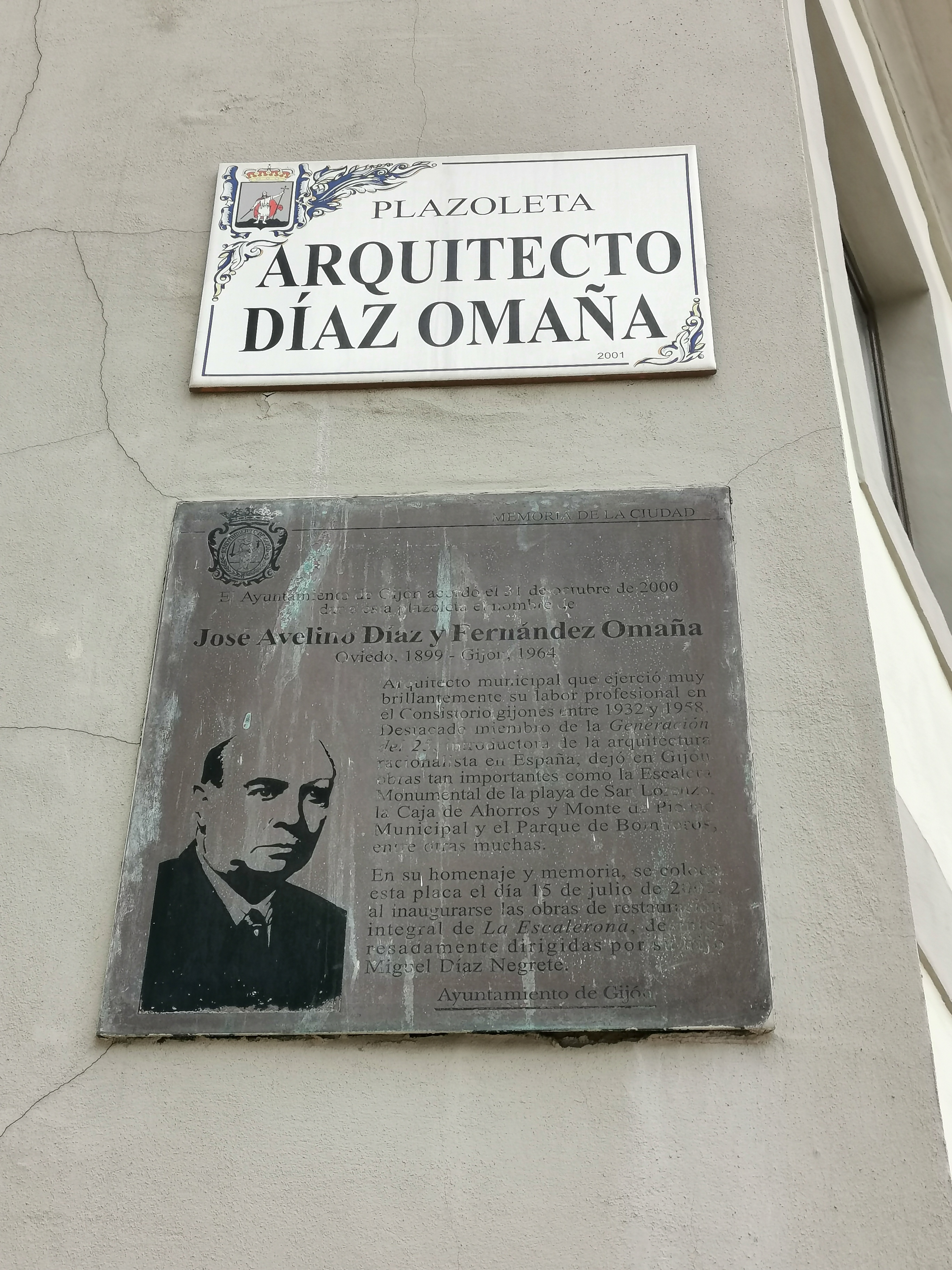
Placas en honor a Fernández-Omaña en el Colegio de San Lorenzo.

José Avelino Díaz Fernández-Omaña nació en Oviedo, Asturias en 1889. El 23 de junio de 1915 se titula de arquitectura por la Escuela de Arquitectura de Madrid. En 1915 consigue su primer destino como arquitecto provincial de Palencia. Donde finaliza las obras del Palacio de la Diputación, de estilo neoplateresco.  En agosto de 1919 es nombrado arquitecto municipal de Mieres y se traslada con su familia en 1920, poco después del nacimiento de su hijo Miguel Díaz Negrete, también arquitecto. Continua en el cargo hasta 1932, donde se traslada a Gijón en calidad de arquitecto municipal tras la prejubilación de Miguel García de la Cruz. En Gijón desarrolla La Escalerona (1933), una de sus obras más reconocidas. En 1937 recibe el encargo del gobierno anarquista de Avelino González Mallada de elaborar un Plan de Reformas Urbanas. Este plan afectaría a grandes áreas de El Centro y fijaría las bases del crecimiento urbano de la ciudad, puesto que sería la base del Plan Gamazo, de 1947. Se jubila el 31 de marzo de 1958, tras haber formado parte del Colegio de Arquitectos de León, Asturias y Galicia. Es sustituido por Enrique Álvarez Sala como arquitecto municipal.
Su hijo, Miguel, sería un importante arquitecto en Gijón durante gran parte del siglo XX.

### Estilo
Fernández-Omaña desarrolla sus primeras obras en un estilo montañés, dentro del neorrenacimiento y de un estilo ecléctico, como demuestra el Liceo de Mieres (1925). Sin embargo, su estilo maduro es el racionalismo.

## Obra
Sus principales obras se hallan en Mieres, Oviedo y Gijón.

### Obras en Mieres (1924-1931)

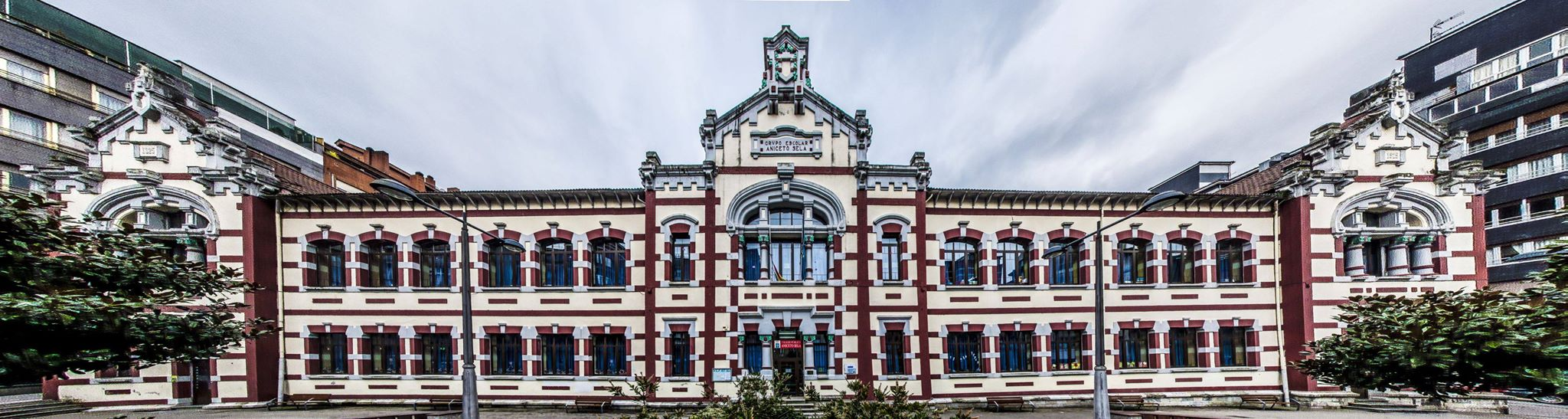
Colegio Aniceto Sela y Liceo Mierense (1925)

- Colegio Aniceto Sela y Liceo Mierense (1925)Pabellón para el Servicio Sanitario de la Sociedad Hulleras del Turón (1924)
- Casa de Victoriano Menéndez (1925)
- Casa de Carlos Rodríguez (1925)
- Grupo Escolar Aniceto Sela/Liceo de Mieres (1925)
- Chalet de Abelardo Fueyo  (1926)
- Hotel de Ulpiano Antuña (1927)
- Casa de Felicidad Velasco (1928)
- Proyecto para el Ateneo Obrero de Turón (1928)
- Casa de Faustino García (1928)
- Chalet de Manuel Muñiz (1931)

### Obras en Gijón (1932-1958)
- La Escalerona (1933)

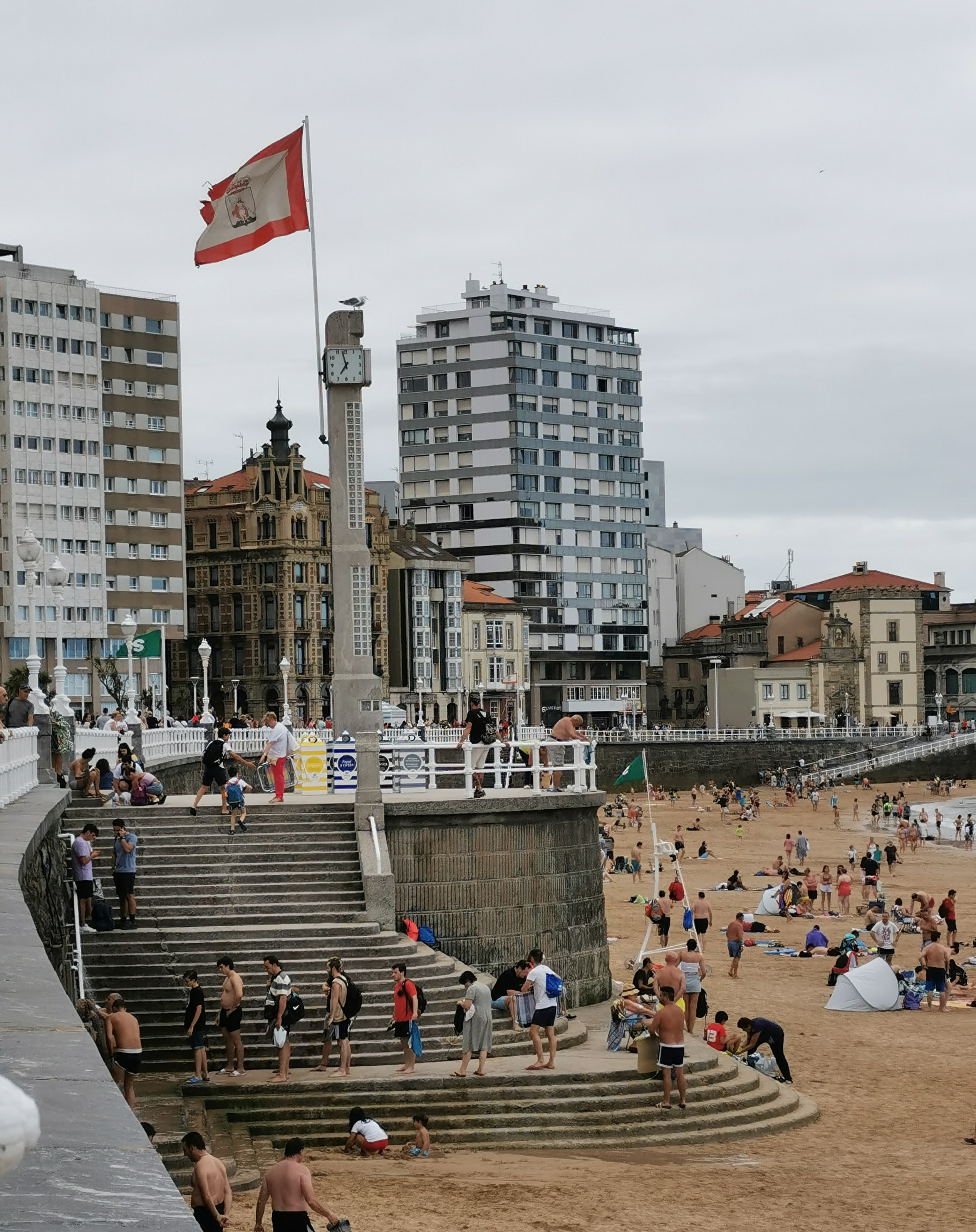
La Escalerona, playa de San Lorenzo

- Vivienda propia en El Bibio (1933)
- Fundación Honesto Batalón (1934), actual CP Honesto Batalón
- Reconstrucción de la Universidad de Oviedo; Oviedo (1934)
- Instituto de bachillerato Alfonso II; Oviedo (1934)
- Parque de Bomberos (1934), actual comisaría de la Policía Local de Gijón
- Proyecto no ejecutado de Instituto de bachillerato (1935)
- Cine La Llama, Mieres (1935)
- Caja de Ahorros y Monte de Piedad (1936)
- Casa de los Maestros (1936)
- Rehabilitación del Instituto de Jovellanos (1937)
- Plan de Reformas Urbanas (1937)
- Reconstrucción de la Plaza de toros de El Bibio (1941)
- Viviendas para pescadores en Cimadevilla (1941)
- Reforma de la plaza del Instituto (1946)
- Reforma de El Muro (1952)
- Las Mil Quinientas (1953)
- Torre avenida de la Constitución con avenida de Manuel Llaneza (1956)